# Sobralia paradisiaca
Sobralia paradisiaca är en orkidéart som beskrevs av Heinrich Gustav Reichenbach. Sobralia paradisiaca ingår i släktet Sobralia och familjen orkidéer. Inga underarter finns listade i Catalogue of Life.